# ژان-ویتال ژام
ژان-ویتال ژام (فرانسوی: Jean-Vital Jammes‎؛ ‏ ۲۸ آوریل ۱۸۲۵ – ۱۳ ژوئن ۱۸۹۳) با نام هنری اسماعیل، خواننده باریتون اپرا اهل فرانسه بود.
وی هنرمند و خواننده‌ای خودآموخته بود و نخستین اجرای نمایشی خود را در سال ۱۸۴۱ میلادی در ۱۶ سالگی انجام داد.
از جمله کارهای برجستهٔ او می‌توان به نخستین اجرای نقش زورگا در اپرای صیادان مروارید ژرژ بیزه اشاره کرد.